# Kommando Himmelfahrt
Kommando Himmelfahrt ist ein 2008 vom Hamburger Komponisten Jan Dvorak und vom Berliner Regisseur Thomas Fiedler gegründetes interdisziplinäres Musiktheaterkollektiv, das sich künstlerisch mit gesellschaftlichen und wissenschaftlichen Utopien beschäftigt.

## Geschichte
Dvorak und Fiedler studierten in den neunziger Jahren an der Hochschule für Musik und Theater Hamburg, in welche Zeit auch ihre erste Zusammenarbeit datiert. Nach Engagements an verschiedenen deutschen und schweizerischen Theatern gründeten sie 2008 Kommando Himmelfahrt als frei produzierendes Künstlerkollektiv mit Schwerpunkt auf Musiktheater. Ständiger Partner ist die Internationale Kulturfabrik Kampnagel Hamburg unter Intendantin Amelie Deuflhard. Die Gruppe produzierte in Hamburg, Berlin, Freiburg, Eisenach, Meiningen, Cottbus, Chur und Zürich. Seit 2013 ist die Theaterwissenschaftlerin Julia Warnemünde Mitglied der Gruppe.
Kommando Himmelfahrt wurde durch ungewöhnlich große (bis zu 700 Mitwirkende), oft partizipative Musiktheaterprojekte bekannt, die zugleich meist auch Uraufführungen sind. Die theatralen Mittel stammen aus verschiedenen Bereichen wie Performance, Popkonzert oder Revue, reaktualisieren aber auch Techniken historischer Avantgarden. Die häufig neukomponierte Musik ist zwischen Song, Oper und Neuer Musik angesiedelt und benötigt zu ihrer Ausführung sowohl klassische als auch Popmusiker.
Ausgehend vom Biokosmismus des russischen Philosophen Nikolai Fjodorowitsch Fjodorow beschäftigt sich Kommando Himmelfahrt mit Utopien und Mythen und projiziert sie zurück auf die Gegenwart. Grundlage dieser Beschäftigung waren bisher Texte von Platon, Thomas Morus, Thomas Hobbes, René Descartes, Julien de La Mettrie, Jules Verne, Ernst Haeckel und Antonin Artaud.
Da die Beschäftigung mit dem utopischen Potential der Gemeinschaft Bestandteil der Arbeit von Kommando Himmelfahrt ist, gründeten Kommando Himmelfahrt im Frühjahr 2014 den Kampnagel Chor, einen offenen Projektchor, der regelmäßig für die Arbeit auf der Bühne zusammenkommt.
2016 veröffentlichte Kommando Himmelfahrt die CD Der Mensch als Pflanze als Soundtrack zu ihrer Musiktheater-Installation Geisterbahn im Berliner Label Hook Music vom Theater der Zeit Verlag.

## Kollaborationen
Das in Hamburg und Berlin basierte Kollektiv besteht aus einer großen Zahl von zusammenarbeitenden Künstlern, die aus unterschiedlichen, oft theaterfernen Bereichen stammen: Im Bereich der Bildenden Kunst arbeitet Kommando Himmelfahrt mit Künstlern wie den Fotografen Johanna Diehl oder Wil van Iersel, der Bildhauerin Sonja Vordermaier, der Künstlergruppe niedervolthoudini, der italienischen Tanzkompagnie ESPZ, der Projektionskünstlerin Katrin Bethge, der Aktionskünstlerin Anik Lazar oder der Malerin Anne Cathrin Ulikowski zusammen. Als Schauspieler und Sänger gehörten Jan Plewka (Selig), Peter Thiessen (Kante), Jacqueline S. Blouin, Julia Hummer, Ben Daniel Jöhnk, Franziska Junge, Merten Schroedter, Fabian Gerhardt, Friedrich Liechtenstein oder Maria Schrader zum Ensemble. Musikalisch arbeitete Kommando Himmelfahrt neben den Orchestern verschiedener Theater mit dem Ensemble Mosaik (Berlin), dem Ensemble Resonanz (Hamburg), dem Nelly Boyd Kreis, dem Noise-Trio NYX und Einzelkünstlern wie Sven Kacirek oder Thomas Leboeg zusammen.

## Arbeiten
- 2022: Der Freischütz, romantische Oper von Carl Maria von Weber (Nationaltheater Mannheim)
- 2021: Schauinsland – The Missfortune of the English. Das Engländerunglück als Musiktheater von Pamela Carter (Theater Freiburg)[1]
- 2020:  Also sprach Golem, Musiktheater nach S.Lem (Ultraschall Festival Berlin, Deutschlandfunk Kultur)
- 2018: Salon des lumières Konzertreihe und Geheimloge (Nationaltheater Mannheim, Mannheimer Sommer, Oper)
- 2017: Wie werde ich reich und glücklich? Revue von Mischa Spoliansky (Nationaltheater Mannheim, Oper)
- 2016/17: Bund der Utopisten Musiktheater mit der Stadt Wuppertal (Oper Wuppertal)
- 2016: CD-Veröffentlichung: Der Mensch als Pflanze (Hook Music, Theater der Zeit GmbH)
- 2016: Geisterbahn posthumanistische Musiktheater-Installation zu Julien Offray de La Mettrie mit Ensemble Resonanz, Aerea Negrot, Friedrich Liechtenstein, Albrecht Hirche (UA Kampnagel Hamburg, Nationaltheater Mannheim, FavoritenFestival Dortmund 2017)
- 2014: Die Speisung der 5000 Musiktheater mit Jan Plewka, Peter Maertens, Streichensemble und Kampnagel Chor (UA Kampnagel Hamburg und Theater Chur)
- 2014: Paradise Lost Musiktheater nach John Milton mit Schauspielerin und Männerchor (UA Kampnagel Hamburg)
- 2013: Utopia (Kurzfilm, 30 min.)
- 2013: Utopia 1 und 2 (Zweiteilige Inszenierung nach Thomas Morus mit Friedrich Liechtenstein, Ben Daniel Jöhnk u. a., UA Internationale Bauausstellung IBA & Kampnagel Hamburg)
- 2012: Leviathan oder: Stoff, Form und Gewalt eines Staates (Musiktheater für Massenchor nach Hobbes, UA Kampnagel Hamburg)
- 2012: Haus Diehl. Audio/Fotobuchprojekt mit Johanna Diehl
- 2012: Perspective Matters. Inszeniertes Konzert mit dem  Mosaik nach Descartes, (Berghain Berlin)
- 2011: Über das Neue. Chorische Performance für Sprechchöre, Geräuschchöre, Solisten, Perkussion und Bläser. (Hamburg, 2009 – Theater Freiburg, 2011)
- 2011: 20.000 Meilen unter dem Meer. Popmusiktheater nach Jules Vernes (UA Theater Eisenach & Meiningen, Theater Cottbus, 2013)
- 2011: CD Dunkle Mädchen und Music Hall präsentieren ‚Socrate’ von Erik Satie
- 2010: Dunkle Mädchen und Music Hall präsentieren Socrate von Erik Satie. Neufassung der Oper als Konzeptalbum für Band und vier Sängerinnen (UA Kampnagel Hamburg)
- 2010: The Blob. B-Movie-Tanztheater mit ESPZ und NYX (Kampnagel Hamburg)
- 2009: The Himmelfahrt Radio Show. Radiophones Theater mit Liveübertragung in mehreren freien Radiosendern (Hebbel-Theater HAU 1, Berlin)
- 2009: Canti del Capricorno. Nach Ernst Haeckel und Giacinto Scelsi (Kampnagel Hamburg)
- 2008: Hamburg Requiem – Es Gibt Kein Firmament Mehr. Future Music Picture Show mit Jan Plewka und Julia Hummer (UA Kampnagel Hamburg)

## Auszeichnungen
- 2015 Rolf-Mares-Preis für Die Speisung der 5000
- 2016 Nominierung Georges Tabori Preis 2016[2]
- 2017 Operetten Frosch Januar 2017 – Preis des Bayerischen Rundfunks für Wie werde ich reich und glücklich? von Mischa Spoliansky am Nationaltheater Mannheim[3]